# Kalomoira
Kalomoira, Maria Kalomoira (Carol) Sarantis, född 31 januari 1985 i West Hempstead, New York, USA, är en grekisk-amerikansk sångerska som är känd mestadels i Grekland och Cypern. Kalomoira har vunnit Greklands motsvarighet till Idol som heter Fame Story. I februari 2008 vann Kalomoira den grekiska uttagningen till Eurovision Song Contest 2008 med låten Secret Combination och representerade sedan Grekland i Belgrad och kom på 3:e plats i finalen.

## Diskografi

### Album
- 2004 - Kalomira
- 2005 - Paizeis?
- 2006 - I Kalomira Paei Cinema
- 2008 - Secret Combination the Album
- 2016 - Best Of Kalomira

### Singlar
- 2006 - "Gine Mazi Mou Paidi"
- 2008 - "Secret Combination"
- 2010 - "Please Don't Break My Heart"
- 2010 - "I Do"
- 2011 - "This Is The Time"
- 2012 - "Other Side Tonight"
- 2015 - "This Is Summer"
- 2016 - "Ta Xristoguenna Auta"
- 2016 - "Christmas Time"
- 2017 - "Shoot 'Em Down"
- 2018 - "Mommy Loves You"